# Out of Practice - Medici senza speranza
Out of Practice - Medici senza speranza (Out of Practice) è una sitcom statunitense prodotta dal 2005 al 2006. In Italia è conosciuta anche con il titolo Medici... ma non troppo.
Henry Winkler (il "Fonzie" di Happy Days) interpreta uno dei protagonisti. Nonostante gli ascolti abbastanza alti (una media di 11 milioni di telespettatori ha seguito la serie negli Stati Uniti), la serie fu a sorpresa sospesa e in seguito cancellata al termine della prima stagione.

## Trama
I Barnes sono una famiglia composta da Stewart Barnes, il padre medico, Lydia, la madre cardiologa, Oliver, il figlio maggiore chirurgo plastico, Regina, la figlia che lavora al pronto soccorso e Benjamin Barnes, figlio minore e consulente matrimoniale, l'unico a non essere diventato medico.

## Personaggi ed interpreti
- Benjamin Barnes (21 episodi, 2005-2006), interpretato da Christopher Gorham.
- Dottoressa Regina Barnes (21 episodi, 2005-2006), interpretata da Paula Marshall.
- Dottor Oliver Barnes (21 episodi, 2005-2006), interpretato da Ty Burrell.
- Dottor Stewart Barnes (21 episodi, 2005-2006), interpretato da Henry Winkler.
- Dottoressa Lydia Barnes (21 episodi, 2005-2006), interpretata da Stockard Channing.
- Crystal (14 episodi, 2005-2006), interpretata da Jennifer Tilly.
- Ted (3 episodi, 2005-2006), interpretato da Carson Elrod.
- Betsy Ann (3 episodi, 2005-2006), interpretata da Kelly Fennell.

## Episodi
| Stagione       | Episodi | Prima TV originale | Prima TV Italia |
| -------------- | ------- | ------------------ | --------------- |
| Prima stagione | 22      | 2005-2006          | 2007            |